# Olympische Jugend-Winterspiele 2012/Skilanglauf
Bei den Olympischen Jugend-Winterspielen 2012 fanden vom 17. bis 21. Januar 2012 insgesamt fünf Wettbewerbe im Skilanglauf statt. Austragungsort war Seefeld in Tirol.

## Bilanz

### Medaillenspiegel
| Platz  | Land               | Gold | Silber | Bronze | Gesamt |
| ------ | ------------------ | ---- | ------ | ------ | ------ |
| 1      | Russland           | 2    | 1      | 1      | 4      |
| 2      | Norwegen           | 2    | –      | 1      | 3      |
| 3      | Deutschland        | 1    | 1      | –      | 2      |
| 4      | Slowenien          | –    | 1      | 1      | 2      |
| 5      | Japan              | –    | 1      | –      | 1      |
| 5      | Schweden           | –    | 1      | –      | 1      |
| 7      | Kasachstan         | –    | –      | 1      | 1      |
| 7      | Vereinigte Staaten | –    | –      | 1      | 1      |
| Gesamt | Gesamt             | 5    | 5      | 5      | 15     |

### Medaillengewinner
| Disziplin                          | Gold                                                                          | Silber                                                                           | Bronze                                                                    |
| ---------------------------------- | ----------------------------------------------------------------------------- | -------------------------------------------------------------------------------- | ------------------------------------------------------------------------- |
| Männer                             |                                                                               |                                                                                  |                                                                           |
| 10 km Klassisch                    | Alexander Seljaninow                                                          | Kentarō Ishikawa                                                                 | Sergei Malyschew                                                          |
| Sprint Freier Stil                 | Andreas Molden                                                                | Marius Cebulla                                                                   | Alexander Seljaninow                                                      |
| Frauen                             |                                                                               |                                                                                  |                                                                           |
| 5 km Klassisch                     | Anastassija Sedowa                                                            | Anamarija Lampič                                                                 | Lea Einfalt                                                               |
| Sprint Freier Stil                 | Silje Theodorsen                                                              | Jonna Sundling                                                                   | Linn Eriksen                                                              |
| Mixed                              |                                                                               |                                                                                  |                                                                           |
| Mixed-Staffel Skilanglauf/Biathlon | DeutschlandFranziska Preuß Victoria Carl Maximilian Janke Christian Stiebritz | RusslandUljana Kaischewa Anastassija Sedowa Iwan Galuschkin Alexander Seljaninow | Vereinigte StaatenAnna Kubek Heather Mooney Sean Doherty Patrick Caldwell |

## Männer

### 10 km klassisch
| Platz | Land | Sportler                   | Zeit        |
| ----- | ---- | -------------------------- | ----------- |
| 1     | RUS  | Alexander Seljaninow       | 29:28,8 min |
| 2     | JPN  | Kentarō Ishikawa           | 29:40,2 min |
| 3     | KAZ  | Sergei Malyschew           | 29:57,5 min |
| 4     | NOR  | Chrisander Skjønberg Holth | 30:14,1 min |
| 5     | FIN  | Joonas Sarkkinen           | 30:21,7 min |
| 6     | GER  | Christian Stiebritz        | 30:24,0 min |

Datum: 17. Januar

Weitere Teilnehmer aus deutschsprachigen Ländern:

 Jason Rüesch belegte mit 31:10,4 min den 11. Platz.

 Marius Cebulla belegte mit 31:15,8 min den 12. Platz.

 Alexander Gotthalmseder belegte mit 32:34,6 min den 26. Platz.

 Martin Vögeli belegte mit 33:20,5 min den 31. Platz.

 Johannes Fabian Kattnig belegte mit 33:57,6 min den 34. Platz.

### Sprint
| Platz | Land | Sportler             |
| ----- | ---- | -------------------- |
| 1     | NOR  | Andreas Molden       |
| 2     | GER  | Marius Cebulla       |
| 3     | RUS  | Alexander Seljaninow |
| 4     | SWE  | Marcus Ruus          |
| 5     | USA  | Patrick Caldwell     |
| 6     | JPN  | Kentarō Ishikawa     |

Datum: 19. Januar

Weitere Teilnehmer aus deutschsprachigen Ländern:

 Christian Stiebritz belegte den 9. Platz.

 Jason Rüesch belegte 10. Platz.

 Johannes Fabian Kattnig belegte den 11. Platz.

 Alexander Gotthalmseder belegte den 23. Platz.

 Martin Vögeli belegte den 39. Platz.

## Frauen

### 5 km klassisch
| Platz | Land | Sportlerin         | Zeit        |
| ----- | ---- | ------------------ | ----------- |
| 1     | RUS  | Anastassija Sedowa | 14:18,0 min |
| 2     | SLO  | Anamarija Lampič   | 14:37,7 min |
| 3     | SLO  | Lea Einfalt        | 15:01,2 min |
| 4     | NOR  | Silje Theodorsen   | 15:05,6 min |
| 5     | RUS  | Alissa Schambalowa | 15:15,8 min |
| 6     | GER  | Victoria Carl      | 15:20,9 min |

Datum: 17. Januar

Weitere Teilnehmerinnen aus deutschsprachigen Ländern:

 Julia Belger belegte mit 15:32,5 min den 7. Platz.

 Nadine Fähndrich belegte mit 15:56,6 min den 10. Platz.

 Lisa Unterweger belegte mit 16:42,9 min den 22. Platz.

 Sandra Bader belegte mit 17:26,2 min den 28. Platz.

### Sprint
| Platz | Land | Sportlerin       |
| ----- | ---- | ---------------- |
| 1     | NOR  | Silje Theodorsen |
| 2     | SWE  | Jonna Sundling   |
| 3     | NOR  | Linn Eriksen     |
| 4     | SLO  | Anamarija Lampič |
| 5     | FIN  | Katri Lylynperä  |
| 6     | SLO  | Lea Einfalt      |

Datum: 19. Januar

Weitere Teilnehmerinnen aus deutschsprachigen Ländern:

 Nadine Fähndrich belegte den 7. Platz.

 Lisa Unterweger belegte 11. Platz.

 Victoria Carl belegte den 12. Platz.

 Julia Belger belegte den 21. Platz.

 Sandra Bader belegte den 26. Platz.

## Mixed

### Mixed-Staffel Skilanglauf/Biathlon
| Platz | Land | Sportler                                                                 | Zeit        | Fehler |
| ----- | ---- | ------------------------------------------------------------------------ | ----------- | ------ |
| 1     | GER  | Franziska Preuß Victoria Carl Maximilian Janke Christian Stiebritz       | 1:04:23,4 h | 1+6    |
| 2     | RUS  | Uljana Kaischewa Anastassija Sedowa Iwan Galuschkin Alexander Seljaninow | 1:05:22,5 h | 2+9    |
| 3     | USA  | Anna Kubek Heather Mooney Sean Doherty Patrick Caldwell                  | 1:05:23,0 h | 0+5    |
| 4     | SUI  | Aita Gasparin Nadine Fähndrich Kenneth Schöpfer Jason Rüesch             | 1:05:36,0 h | 0+5    |
| 5     | FRA  | Léa Ducordeau Constance Vulliet Fabien Claude Thomas Chamellant          | 1:06:01,9 h | 0+5    |
| 6     | SWE  | Lotten Sjödén Jonna Sundling Niklas Forsberg Marcus Ruus                 | 1:06:07,9 h | 0+9    |

Datum: 21. Januar

Es traten abwechselnd jeweils zwei Athleten vom Biathlon und Langlauf an.

Weitere Teilnehmer aus deutschsprachigen Ländern:

 Österreich (Julia Reisinger, Lisa Unterweger, Michael Pfeffer, Alexander Gotthalmseder) belegte mit 1:06:22,9 h (2+5 Fehler) den 7. Platz.